# Страмтура (Марамуреш)
Страмтура (рум. Strâmtura) насеље је у Румунији у округу Марамуреш у општини Страмтура. Oпштина се налази на надморској висини од 428 m.

## Становништво
Према подацима из 2002. године у насељу је живело 4211 становника, од којих су сви румунске националности.

### Хронологија
| Година       | 1992 | 1993 | 1994 | 1995 | 1996 | 1997 | 1998 | 1999 | 2000 | 2001 | 2002 | 2003 | 2004 | 2005 | 2006 | 2007 | 2008 | 2009 | 2010 | 2011 | 2012 | 2013 | 2014 | 2015 | 2016 | 2017 |
| ------------ | ---- | ---- | ---- | ---- | ---- | ---- | ---- | ---- | ---- | ---- | ---- | ---- | ---- | ---- | ---- | ---- | ---- | ---- | ---- | ---- | ---- | ---- | ---- | ---- | ---- | ---- |
| Становништво | 5125 | 5053 | 4970 | 4913 | 4776 | 4703 | 4591 | 4506 | 4443 | 4407 | 4339 | 4274 | 4232 | 4188 | 4153 | 4087 | 4051 | 4003 | 3940 | 3900 | 3837 | 3815 | 3773 | 3725 | 3674 | 3639 |